# RMS Alaunia (1925)
RMS Alaunia – brytyjski transatlantycki statek pasażerski linii Cunard Line z okresu międzywojennego, zbudowany w 1925 roku. Należał do serii 6 jednostek, średniej wielkości jednokominowych turbinowców o nazwach na literę A, przewidzianych na trasę do Ameryki Północnej. Podczas II wojny światowej służył jako krążownik pomocniczy HMS „Alaunia”, następnie okręt warsztatowy.

## Budowa i służba jako statek
„Alaunia” zbudowana została w 1925 roku przez stocznię John Brown & Company w Clydebank, pod numerem stoczniowym 495. Była ostatnim zbudowanym z serii statków „Aurania”, „Andania”, „Ascania”, „Ausonia” i „Antonia” i drugim statkiem linii noszącym to imię. Mogła przewozić 484 pasażerów klasy kabinowej i 1222 III klasy.
Jej dziewicza podróż rozpoczęła się 24 lipca 1925 na trasie Liverpool - Montreal. Od 1926 pływała na trasie Londyn - Kanada.

## Służba wojenna
Zarekwirowana przez brytyjską Admiralicję 25 sierpnia 1939, została przekształcona w krążownik pomocniczy HMS „Alaunia”. Adaptacji dokonano w stoczni Marynarki w Gibraltarze. Okręt otrzymał uzbrojenie z 8 pojedynczych armat kalibru 152 mm MK VII (o kącie podniesienia 20°) i dwóch armat przeciwlotniczych 76 mm. Zapas paliwa wynosił 1619 ts.
Okręt wszedł do służby w październiku 1939, operując do kwietnia 1940 w składzie Sił Eskortowych Halifaksu (Halifax Escort Force), a następnie od maja w składzie Sił Eskortowych Bermudy i Halifaksu (Bermuda & Halifax Escort Force). M.in. w październiku 1940 roku eskortował konwój HX-79 z Halifaksu do Wielkiej Brytanii. Od kwietnia do października 1941 roku służył w Siłach Eskortowych Północnego Atlantyku (North Atlantic Escort Force). Następnie do lutego 1942 okręt służył na Stacji Wschodnioindyjskiej (East Indies Station), a od marca 1942 do marca 1944 we Flocie Wschodniej (Eastern Fleet).
Od maja 1944 rozpoczęto przebudowę „Alaunii” w bazie HMNB Devonport w Wielkiej Brytanii na okręt warsztatowy. 8 grudnia 1944 okręt został sprzedany Admiralicji. Przebudowę ukończono dopiero w sierpniu lub wrześniu 1945. Okręt głównie służył w bazie Devonport. W 1957 roku został sprzedany na złom firmie H. Bolckow i 10 września 1957 przybył do stoczni złomowej w Blyth.